# Amputechture
Amputechture è il terzo album di inediti dei The Mars Volta, che vede la luce a meno di due anni di distanza dal precedente Frances the Mute.
Al momento dell'uscita di "Frances", Amputechture era già pronto all'incirca al 50%.
Al momento dell'uscita di Amputechture, la band è già da tempo al lavoro sul futuro quarto album, di cui suona una canzone che potrebbe farne parte per la prima volta in concerto a Chicago sul finire di settembre 2006.

## Il disco
L'album, a detta dei suoi autori, parla del conflitto fra spiritualità ed istituzione, fra popolo e Chiesa, e in particolare sembra riferirsi alle varie nefandezze compiute nei secoli "in nome" del cattolicesimo e affronta il tema dell'illuminazione religiosa. Come ogni lavoro dei Mars Volta, è aperto alle più varie interpretazioni. L'album, a dispetto dei due precedenti, non rappresenta un vero e proprio "concept", bensì un disco le cui liriche pezzo dopo pezzo, mutano argomento, ma con l'intento di fornire un quadro d'insieme che rispecchi l'intera opera e non le singole canzoni separate. Insomma se De-loused in the Comatorium e Frances the Mute erano due concept basati su una vera e propria "trama" che si evolveva insieme al disco, qui si è decisamente più dalle parti del concept "filosofico" e il tema affrontato da questi "filosofi del rock" pare essere la religione, nella sua accezione più negativa.
Il titolo altro non è che un neologismo coniato in passato dal defunto ex-membro della band Jeremy Michael Ward, un gioco di parole che incrocia costruzione e distruzione, un titolo che calza di sicuro al disco e all'opera "tutta" dei Volta.

## Tracce
1. Vicarious Atonement – 7:19
2. Tetragrammaton – 16:41
3. Vermicide – 4:15
4. Meccamputechture – 11:02
5. Asilos Magdalena – 6:34
6. Viscera Eyes – 9:23
7. Day of the Baphomets – 11:56
8. El Ciervo Vulnerado – 8:50

## Formazione
- Omar Rodríguez-López - chitarra
- Cedric Bixler Zavala - voce
- Jon Theodore - batteria
- Isaiah Ikey Owens - tastiere
- Juan Alderete de la Peña - basso
- Marcel Rodríguez-López - percussioni
- Adrián Terrazas-González - flauto, sassofono tenore, clarinetto
- Pablo Hinojos-Gonzalez - chitarra
- John Frusciante - chitarra ritmica
- Sara Christina Gross - sassofono